# Honda F1
Honda Racing F1 là một đội Công thức 1 cũ của tập đoàn ô tô Honda. Đội đã tham gia Công thức 1 từ năm 1964 đến năm 1968 và từ năm 2006 đến năm 2008. Đội đã hoạt động ở Vương quốc Anh. Đội đã tham gia Công thức 1 lần thứ hai với tư cách là đội kế thừa của đội BAR (British American Racing) của Anh mà Honda đã tiếp quản vào năm 2005. Thông qua Brawn GP, đọi cũng là đội tiền thân của đội Mercedes-AMG Petronas bây giờ hiện đang thi đấu trong Công thức 1.
Ngoài ra, Honda đã cung cấp động cơ cho nhiều đội đua Công thức 1 trong nhiều thập kỷ, bao gồm cả Williams và McLaren. Mối quan hệ với McLaren là một trong những mối quan hệ đối tác thành công nhất trong lịch sử Công thức 1. Honda trở lại Công thức 1 vào năm 2015 với tư cách là nhà cung cấp động cơ cho McLaren. Giữa mùa giải 2018 và 2021, Honda đã trang bị động cơ cho Red Bull và Toro Rosso (được gọi là AlphaTauri kể từ năm 2020).
Trong suốt 70 chặng đua ở Công thức 1, đội đã giành được sáu chức vô địch dành cho đội đua và năm chức vô địch dành cho tay đua với tư cách là nhà cung cấp động cơ.

## Lịch sử

### Lần tham gia thứ nhất ở Công thức 1 với tư cách là đội đua (1964-1968)
Honda đã tham gia Công thức 1 vào năm 1964 chỉ 4 năm sau khi sản xuất chiếc xe đua đầu tiên của họ. Họ bắt đầu phát triển chiếc xe RA271 vào năm 1962 và khiến các đội đua Công thức 1 đến từ Châu Âu thống trị với đội ngũ toàn người Nhật của họ (ngoại trừ các tay đua người Mỹ Ronnie Bucknum và Richie Ginther) phải sửng sốt. Điều đáng ngạc nhiên hơn là Honda đã chế tạo động cơ và khung gầm của riêng họ, điều mà chỉ có Ferrari và BRM đã làm được trước đó.
Chỉ trong năm thi đấu thứ hai, Honda đã đạt được vị trí cao nhất với chiến thắng của Ginther với chiếc xe RA272 tại giải đua ô tô Công thức 1 Mexico 1965. Đối với các quy tắc 3.0 L mới vào năm 1966, Honda đã ra mắt chiếc xe Honda RA273. Mặc dù động cơ của RA273, V12 270 kW (360 mã lực), được thiết kế tốt nhưng chiếc xe đã gây thất vọng bởi khung gầm nặng và khó sử dụng. Honda đã trở lại con đường chiến thắng vào năm 1967 với chiếc xe Honda RA300 mới do John Surtees lái sau khi ông đã giành được chiến thắng ở giải đua ô tô Công thức 1 Ý 1967 ngay tại chặng đua Công thức 1 đầu tiên. Khung gầm của chiếc xe RA300 đã được thiết kế một phần bởi Lola và điều này dẫn đến việc chiếc xe được báo chí đặt tên là Hondola. Đội đã đứng thứ tư trong bảng xếp hạng các tay đua mặc dù Surtees là tay đua duy nhất của đội trong mùa giải. Chiếc xe Honda RA301 của năm 1968 đã gặp nhiều vấn đề về độ bền bỉ nhưng đội đã hai lần lên bục podium và giành được vị trí pole. Chiếc xe Honda RA302 mới của đội chỉ xuất hiện trong một chặng đua duy nhất tại giải đua ô tô Công thức 1 Pháp 1968 ở trường đua Rouen-Les-Essarts. Trong chặng đua đó, chiếc xe chỉ đua được vài vòng trước khi một vụ va chạm dẫn đến cái chết của tay đua Jo Schlesser. Cái chết và mong muốn tập trung vào việc bán ô tô đường trường ở Hoa Kỳ đã khiến Honda rút khỏi Công thức 1 vào cuối mùa giải 1968.

### Quay trở lại Công thức 1 với tư cách là đội đua (2006-2008)

##### Trước năm 2006
Vào tháng 9 năm 2005, Honda đã mua 55% cổ phần còn lại của đội British American Racing (BAR) để trở thành chủ sở hữu duy nhất. BAT tiếp tục là nhà tài trợ chính với thương hiệu Lucky Strike vào năm 2006 nhưng đã rút khỏi Công thức 1 vào năm 2007 do cấm quảng cáo thuốc lá. Người ta đã quyết định rằng đội sẽ đua dưới tên Honda Racing F1 Team từ năm 2006.

##### 2006

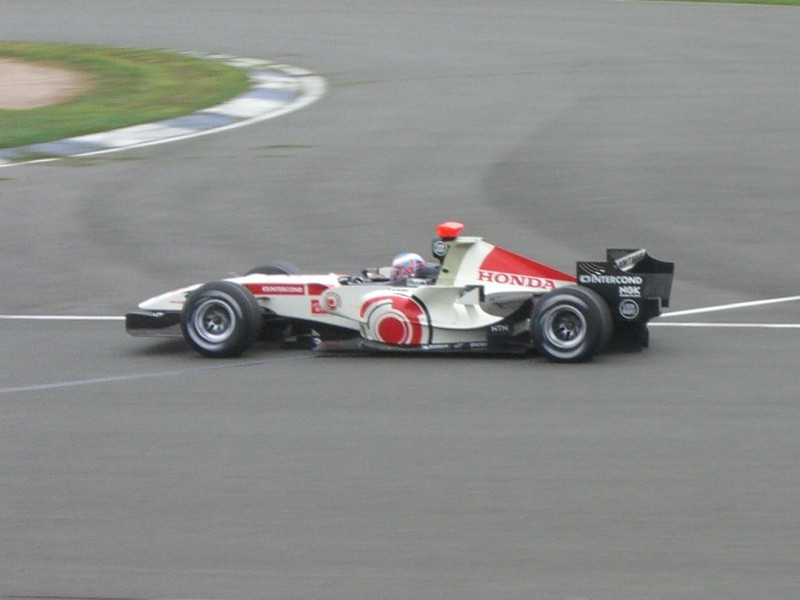
Honda F1 vào mùa giải Công thức 1 năm 2006

Mùa giải đầu tiên của Honda với tư cách là đội đua kể từ năm 1968 bắt đầu khá thuận lợi với Jenson Button về thứ tư tại giải đua ô tô Công thức 1 Bahrain và lên bục podium ở chặng đua thứ hai của mùa giải ở Malaysia. Tại chặng đua tiếp theo ở Úc, Button đã giành được vị trí pole. Sau chặng đua đó, kết quả của đội bắt đầu không ổn định và lý do chính của việc thiếu phong độ là do độ bền bỉ của chiếc xe giảm và đội nhiều lần bỏ lỡ cơ hội giành chiến thắng trong cuộc đua. Các vấn đề về đổi lốp cũng cản trở đội từ rất sớm và một trong những ví dụ đó là lần đổi lốp cho Jenson Button ở Imola.
Tại giải đua ô tô Công thức 1 Hungary, vận may của đội đã thay đổi. Rubens Barrichello và Jenson Button xuất phát ở vị trí thứ ba và thứ tư mặc dù Button bị tụt xuống mười bậc do thay đổi động cơ. Trong một cuộc đua đầy sự cố, Button đã giành chiến thắng trong cuộc đua đầu tiên của đội và trong sự nghiệp của mình và Barrichello về thứ tư. Sau chiến thắng này, thành tích của đội đã tăng lên đáng kể và sự ổn định tốt hơn so với các đội dẫn đầu bảng xếp hạng các đội đua là Ferrari và Renault. Kể từ Hungary, Button đã ghi được nhiều điểm hơn bất kỳ tay đua nào khác trong sáu chặng đua cuối cùng của mùa giải. Barrichello đã không có mùa giải tốt nhất cho đội vì anh phải làm quen với hệ thống phanh và kiểm soát lực kéo mới sau khi chuyển đến từ Ferrari mặc dù anh ấy là một tay đua ghi điểm thường xuyên. Cả hai tay đua đều kiếm được điểm trong hầu hết các cuộc đua còn lại.
Đội đã kết thúc mùa giải thành công với vị trí thứ 3 của Button ở Brasil, kém người về thứ 2 Fernando Alonso chưa đầy một giây. Sau khi mùa giải kết thúc, đội về thứ tư trong bảng xếp hạng các đội đua với 86 điểm.

##### 2007

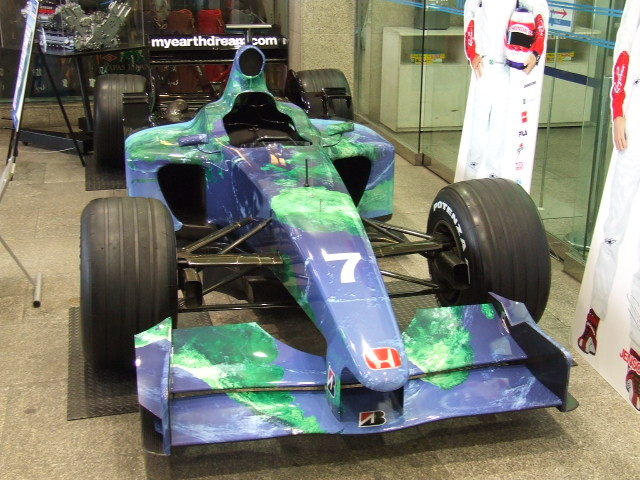
Chiếc xe đua của đội cho mùa giải 2007

Với việc cấm tài trợ hãng thuốc lá trong Công thức 1 có hiệu lực, British American Tobacco đã chấm dứt tài trợ cho Honda vào năm 2007. Một màu sơn mới đã được công bố vào ngày 26 tháng 2 năm 2007 trên chiếc xe RA107, mô tả hành tinh Trái Đất trên nền đen của không gian. Trên đuôi xe là địa chỉ web của trang web nâng cao nhận thức về môi trường myearthdream.com. Trang web đó ra mắt vào ngày 27 tháng 2 năm 2007 ngay sau khi chiếc xe cho mùa giải 2007 chính thức ra mắt. Màu sơn xe đã gây ra nhiều phản ứng trái chiều về màu sơn mới mặc dù Honda đã giành được giải thưởng môi trường cho chiến dịch "Earth Car" của họ vào cuối năm. RA107 là chiếc xe Công thức 1 đầu tiên được thiết kế dưới thời cựu nhà thiết kế xe mô tô của Honda Racing Corporation (HRC), Shuhei Nakamoto.
Phong độ của đội trong quá trình thử nghiệm trước mùa giải rất chắp vá và do vậy Jenson Button đã thúc giục đội cải thiện. Sự thiếu tốc độ hoàn toành được thể hiện rõ ràng tại giải đua ô tô Công thức 1 Úc, chặng đua đầu tiên của mùa giải ở Melbourne vào ngày 18 tháng 3, với Button và Barrichello lần lượt vượt qua vòng phân hạng thứ 14 và 17, xếp sau đội "vệ tinh" Super Aguri. Barrichello kết thúc cuộc đua ở vị trí thứ 11 và Button ở vị trí thứ 15 sau khi bị phạt vì chạy quá tốc độ trong làn pit. Đội cũng không ghi được điểm nào trong bốn chặng đua tiếp theo và thành tích tốt nhất của đội ở vị trí thứ 10 ở Tây Ban Nha và Monaco. Honda cuối cùng đã ghi được một điểm tại giải đua ô tô Công thức 1 Pháp sau khi Button cán đích ở vị trí thứ tám. Sau khi mùa giải kết thúc, đội đứng thứ 8 trong bảng xếp hạng các nhà xây dựng với kết quả tốt nhất là Button về đích ở vị trí thứ 5 tại giải đua ô tô Công thức 1 Trung Quốc. Kể từ tháng 7 năm 2007, Honda bắt đầu tuyển dụng một đội mới từ khắp tất cả đội đua Công thức 1 sau khi nhận thấy các vấn đề về khí động học bên trong xe. Nhà khí động học trưởng Loic Bigois và trợ lý Francois Martinet từ đội đua Williams đã được ký hợp đồng, Jörg Zander và John Owen từ đội đua BMW Sauber vào cuối năm 2007 và đầu năm 2008.
Sau khi mùa giải kết thúc, đội về thứ tám trong bảng xếp hạng các đội đua với 6 điểm.

##### 2008

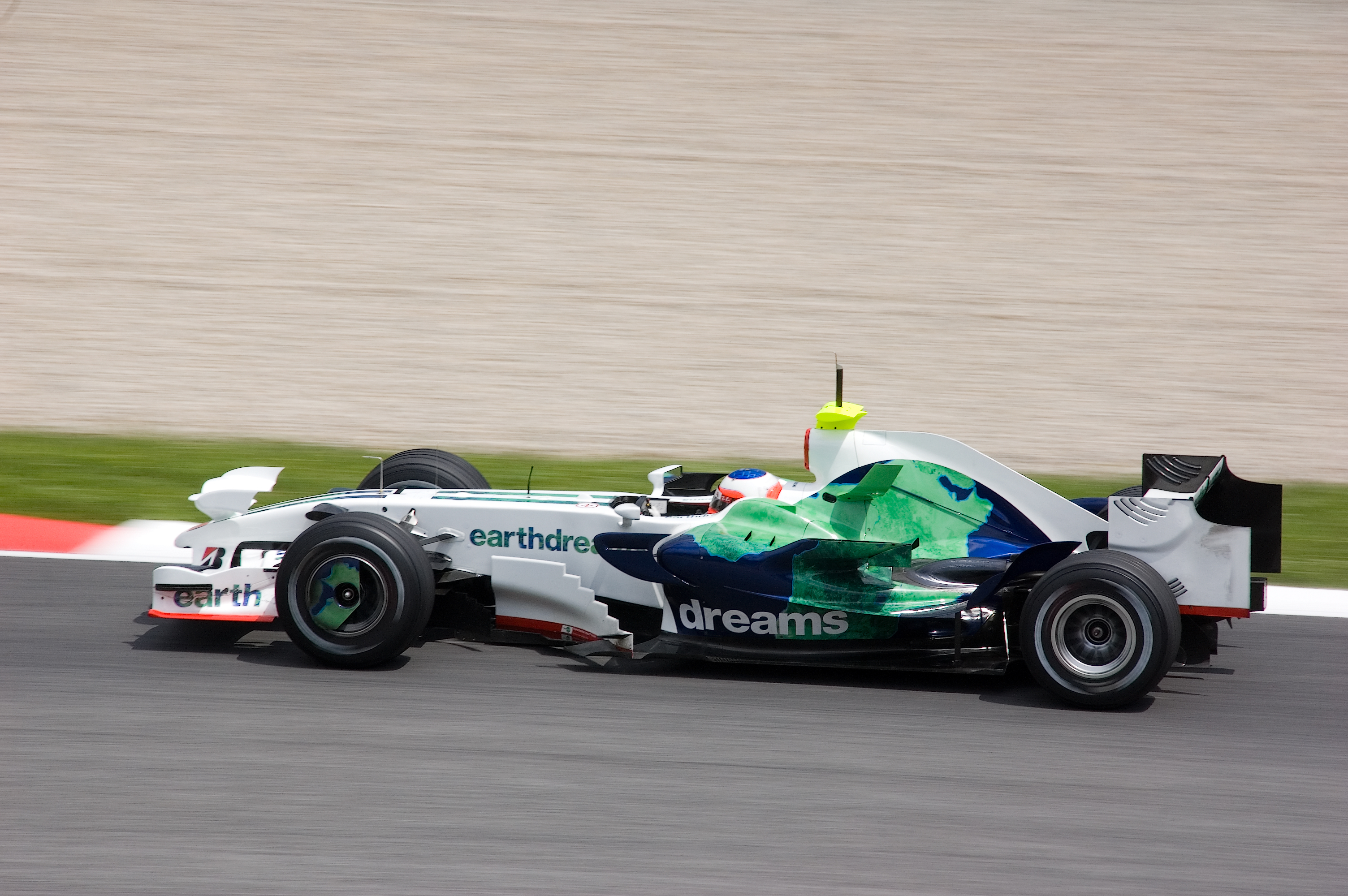
Honda F1 vào mùa giải 2008 với Rubens Barrichello

Vào ngày 19 tháng 7 năm 2007, Barrichello và Button tiếp tục là đồng đội cho mùa giải 2008. Vào ngày 12 tháng 11 năm 2007, autosport.com xác nhận rằng cựu giám đốc kỹ thuật Ferrari Ross Brawn sẽ gia nhập Honda với tư cách là ông chủ. Nick Fry ở lại với đội với tư cách là giám đốc điều hành. Vào ngày 10 tháng 1 năm 2008, Alexander Wurz đã được xác nhận là tay đua lái thử và dự bị cho mùa giải 2008. Vào ngày 29 tháng 1 năm 2008, Honda ra mắt chiếc xe đua năm 2008 của họ. Chiếc xe "Earth Car" có màu sơn hơi khác so với phiên bản năm 2007. Nó chỉ có một phần đầu xe có hình trái đất, còn lại phần lớn là sơn màu trắng cổ điển của Honda. Button, Barrichello và Wurz đã có mặt tại buổi ra mắt của chiếc xe đua cho mùa giải 2008. Honda đã có một năm đáng thất vọng nữa và đến giữa mùa giải, đội đã chuyển sang phát triển chiếc xe đua cho mùa giải 2009 vì các quy định mới có hiệu lực. Mặc dù vậy, Barrichello đã lên bục podium trong giải đua ô tô Công thức 1 Anh ẩm ướt vì chọn thời gian đổi lốp xe thời tiết mưa ướt vào đúng thời điểm.
Sau khi mùa giải kết thúc, đội về thứ chín trong bảng xếp hạng các đội đua với 14 điểm, vị trí tệ nhất trong lịch sử của đội.

## Với tư cách là nhà cung cấp động cơ
Honda không chỉ là một đội đua trong Công thức 1 mà còn là nhà cung cấp động cơ cho nhiều đội Công thức 1 khác nhau.

## Thống kê thành tích

### Với tư cách là đội đua Công thức 1
(chữ nghiêng biểu thị các chặng đua tham gia mà không phải tư cách là đội đua Công thức 1 chính thức; in đậm biểu thị chức vô địch đã giành được)
| Mùa giải                                                           | Tên gọi/Biệt danh                 | Xe đua            | Động cơ                                     | Hãng lốp           | Số đua  | Tay đua                               | Tổng điểm | Vị trí trong BXH |
| ------------------------------------------------------------------ | --------------------------------- | ----------------- | ------------------------------------------- | ------------------ | ------- | ------------------------------------- | --------- | ---------------- |
| 1964                                                               | Honda R & D Company               | RA271             | RA271E 1.5 V12                              | Dunlop             |         | Ronnie Bucknum                        | 0         | KXH              |
| 1965                                                               | Honda R & D Company               | RA272             | RA272E 1.5 V12                              | Goodyear           |         | Ronnie Bucknum Richie Ginther         | 11        | 6                |
| 1966                                                               | Honda R & D Company               | RA273             | RA273E 3.0 V12                              | Goodyear           |         | Ronnie Bucknum Richie Ginther         | 3         | 8                |
| 1967                                                               | Honda R & D Company               | RA273 RA300       | RA273E 3.0 V12                              | Firestone          |         | John Surtees                          | 20        | 4                |
| 1968                                                               | Honda R & D Company               | RA300 RA301 RA302 | RA273E 3.0 V12 RA301E 3.0 V12 RA302E 3.0 V8 | Firestone Goodyear |         | David Hobbs Jo Schlesser John Surtees | 14        | 6                |
| 1968                                                               | Joakim Bonnier Racing Team        | RA301             | RA301E 3.0 V12                              | Goodyear           |         | Joakim Bonnier                        | 14        | 6                |
| 1969-2005: Honda không thi đấu với tư cách là đội đua Công thức 1. |                                   |                   |                                             |                    |         |                                       |           |                  |
| 2006                                                               | Lucky Strike Honda Racing F1 Team | RA106             | RA806E 2.4 V8                               | M                  | 11. 12. | Rubens Barrichello Jenson Button      | 86        | 4                |
| 2007                                                               | Honda Racing F1 Team              | RA107             | RA807E 2.4 V8                               | B                  | 7. 8.   | Jenson Button Rubens Barrichello      | 6         | 8                |
| 2008                                                               | Honda Racing F1 Team              | RA108             | RA808E 2.4 V8                               | B                  | 16. 17. | Jenson Button Rubens Barrichello      | 14        | 9                |